# Хрест «За військові заслуги» (Баварія)

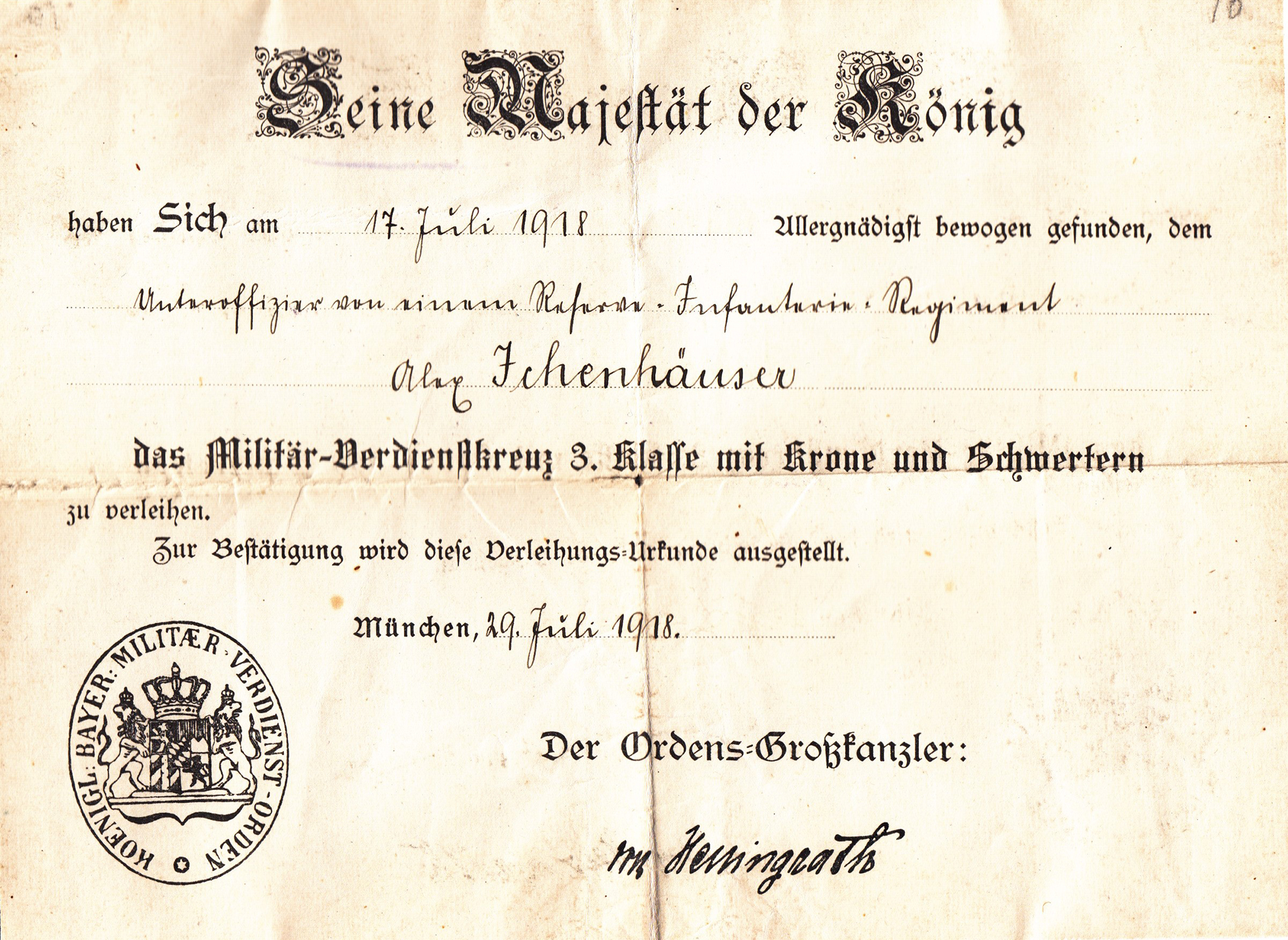
Сертифікат нагородження Баварським військовим хрестом «За заслуги» 3-го ступеня з короною та мечами

Хрест «За військові заслуги» (нім. Militär-Verdienstkreuz) — військова нагорода Баварського королівства.

## Історія
Військовий хрест «За заслуги» був заснований 19 липня 1866 року королем Баварії — Людвігом II, як п'ята ступінь ордену «За заслуги». Хрест вважався основною нагородою королівства за виявлену хоробрість і військові заслуги і вручався солдатам, унтер-офіцерам і фельдфебелям Баварської армії, а згодом воякам інших армій Німецької імперії. Цивільні особи, які сприяли армії, також могли бути представлені до цієї нагороди. За статусом хрест йшов за Золотою та Срібною медаллю заслуг (у 1918 році перейменована на Медаль «За хоробрість»).
Хрест мав форму Мальтійського хреста з розташованим у центрі медальйоном.
Першим нагородженим став жандарм Йоахім Вінтер, який отримав хрест «За заслуги» 20 серпня 1866 року.